# Genista maderensis
Genista maderensis (дрік мадерський) — вид рослин з родини бобові (Fabaceae), ендемік Мадейри.

## Опис
Цей вид був описаний як кущ або маленьке дерево, до 6 м у висоту.

## Поширення
Ендемік Мадейри (о. Мадейра, історично був записаний з о. Дезерта-Гранде).
Росте на вирубках та узліссях Laurisilva, кам'янистих деревних ярах та морських скелях.

## Загрози та охорона
Нині основна загроза для місцевих видів — інвазивні види та розвиток туризму. Нещодавня загроза для Laurisilva — Rattus rattus — ненажерливий вид, пристосований для підйому на дерева та харчування плодами. Збільшення інтенсивності пожеж може бути проблемою для цього виду через збільшення кількості інвазивних видів.
Цей вид повідомляється з охоронних територій по всьому ареалу, включно з Природним парком Мадейри. Представлений у трьох ботанічних садах.